# Noidans-lès-Vesoul
Noidans-lès-Vesoul är en kommun i departementet Haute-Saône i regionen Bourgogne-Franche-Comté i östra Frankrike. Kommunen ligger i kantonen Vesoul-Ouest som tillhör arrondissementet Vesoul. År 2022 hade Noidans-lès-Vesoul 1 979 invånare.

## Befolkningsutveckling
Antalet invånare i kommunen Noidans-lès-Vesoul
| Referens: INSEE |